# Giorgio Cacatossici
Giorgio Cacatossici da Casale (ur. ok. 1455, zm. ok. 1520) – włoski dominikanin, teolog i inkwizytor. Lepiej znany jako Giorgio da Casale.
Pochodził z Casale Monferrato. Wstąpił do zakonu dominikanów i studiował teologię w zakonnym studium generale w Bolonii (1479–ok. 1485). 13 marca 1482 w Bolonii przyjął święcenia kapłańskie. Pod koniec lat 80. XV wieku przebywał w konwencie dominikańskim S. Marco we Florencji. W 1490 generał zakonu Gioacchino Torriani ponownie skierował go do bolońskiego studium generale, gdzie w ciągu następnych dziewięciu lat pełnił funkcje kolejno mistrza studiów, bakałarza biblijnego i bakałarza Sentencji. W 1499 uzyskał tytuł magistra teologii. Od 1501 do 1512 wykładał teologię na Uniwersytecie w Bolonii, a w 1504 był nawet dziekanem wydziału teologicznego. W latach 1512–1514 sprawował w swym zakonie funkcję wikariusza generalnego Kongregacji Lombardzkiej, czyli zwierzchnika zreformowanych (tzw. obserwanckich) konwentów dominikańskich w północnych i środkowych Włoszech. W tradycji zakonnej zapamiętany został jako człowiek uczony, znawca teologii i filozofii oraz poliglota władający łaciną, greką, hebrajskim i aramejskim.
25 kwietnia 1502 generał zakonu Vincenzo Bandello mianował go inkwizytorem okręgu Piacenzy i Cremony, który w tym właśnie czasie wyłączono spod jurysdykcji inkwizytora Pawii. Istnieją poszlaki wskazujące, że krótko po objęciu tej funkcji Giorgio Cacatossici z zapałem zabrał się za prześladowanie osób podejrzanych o czary, a zarazem, że działalność ta napotkała duży opór. W 1502/03 w Piacenzy skazał na śmierć pięć osób oskarżonych o czary, a dwie inne skazał na wygnanie. Po tych egzekucjach przeciwko działalności Cacatossiciego wystąpił miejscowy przełożony zakonu franciszkanów, który powołując się na Canon Episcopi z X wieku podważał realność czarów. Zachował się także niedatowany list papieża Juliusza II (1503–1513), w którym papież ten udzielił mu pełnego poparcia w próbach wytaczania procesów o czary w diecezji Cremony. Z listu tego wynika, że działalność Cacatossiciego wywołała w Cremonie silną opozycję zarówno świeckich, jak i duchownych, którzy nie wahali się rozpowszechniać różnych plotek podważających reputację inkwizytora, przez co ten musiał zwrócić się o pomoc do Stolicy Apostolskiej. 
Giorgio Cacatossici zorganizował w Cremonie Bractwo Świętego Krzyża, czyli świeckie stowarzyszenie mające wspierać go (także finansowo) w działalności inkwizytorskiej. Na jego wniosek w dniu 11 stycznia 1507 papież Juliusz II udzielił temu bractwu szeregu przywilejów i odpustów.
5 sierpnia 1511 Giorgio Cacatossici został mianowany inkwizytorem Brescii. Jego dotychczasowy okręg inkwizytorski został natomiast podzielony: Piacenzę połączono z okręgiem mediolańskim, a Cremonę przyłączono do okręgu Brescii. Niespełna rok później, 19 czerwca 1512 jego jurysdykcję rozszerzono dodatkowo na okręg Bergamo. W 1515 został zwolniony z obowiązków inkwizytora Cremony, niedługo potem wybrano także nowego inkwizytora w Brescii, natomiast inkwizytorem Bergamo Cacatossici pozostał prawdopodobnie aż do śmierci w 1520. Jeszcze na początku lutego 1519 zwrócił się do władz Republiki Weneckiej o pomoc w aresztowaniu osób podejrzanych o czary, jednak spotkał się z odmową.
Giorgio Cacatossici zmarł najprawdopodobniej w roku 1520, a w każdym razie przed 10 lipca 1523, gdy papież Hadrian VI wspomniał go jako osobę już zmarłą.